# The LEGO Movie

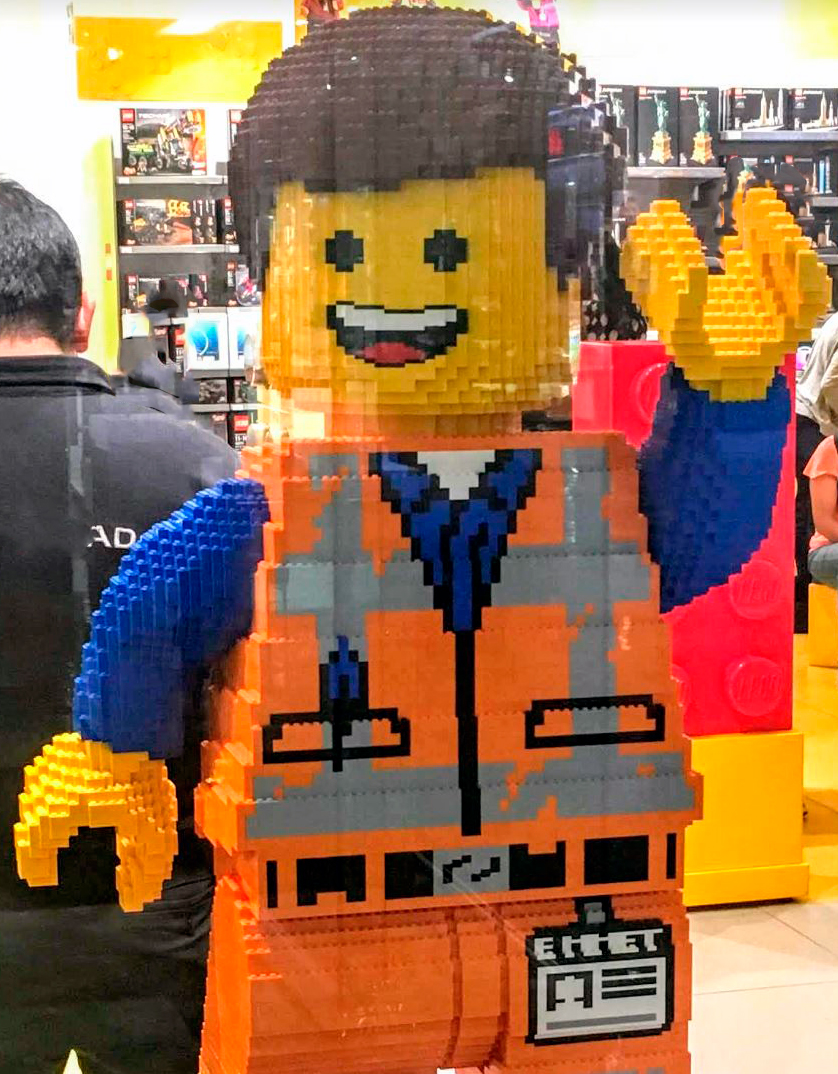
Emmet, der Protagonist, nachgebaut aus Legos in einem Schaufenster

The LEGO Movie ist eine US-amerikanisch-australisch-dänische computeranimierte Filmkomödie von Phil Lord und Chris Miller, die auf dem Baukastensystem Lego basiert. Der Film lief am 7. Februar 2014 in den Vereinigten Staaten an und startete am 10. April 2014 in den deutschen Kinos.

## Handlung
Emmet ist eine gewöhnliche, sich an Regeln haltende, perfekt durchschnittliche Bauarbeiter-Minifigur, welche sogar so durchschnittlich ist, dass sie von niemandem beachtet wird.
Auf der Baustelle begegnet ihm nach Feierabend eine junge weibliche Minifigur namens Wyldstyle, welche sich nicht an die Regeln hält. Davon irritiert, stürzt Emmet in ein tiefes Loch und stößt auf ein mysteriöses Objekt, das Stück des Widerstands.
Emmet wacht in einem Verhörraum auf, wo er auf Bad Cop, einen bösen Polizisten, und dessen andere Hälfte Good Cop trifft. Emmet hat plötzlich das Stück des Widerstands auf dem Rücken und ist angekettet. Dieses Stück soll laut einer Prophezeiung die Welt retten.
Bad Cop befiehlt der Roboter-Polizei, Emmet einzuschmelzen. Emmet, der noch keine Kenntnis von der Bedeutung des Steines hat, wird aber von Wyldstyle gerettet. Wie sich herausstellt, ist der Präsident von Emmets Heimatstadt, President Business in Wahrheit der böse Lord Business, welcher eine Waffe aus dem Kragle (einem einfachen Sekundenkleber) baut, damit die Meisterbauer nicht mehr nach Wunsch bauen können. Das Wort ergibt sich aus dem Markennamen „Krazy Glue“, der auf der Tube nicht mehr komplett sichtbar ist.
Auf der Flucht bemerkt Wyldstyle, dass Emmet nicht der Besondere ist, da er so durchschnittlich wie sonst keiner ist. Laut der Prophezeiung soll nämlich die Figur, die den Stein des Widerstands entdeckt, der Besondere sein. Emmet und Wyldstyle landen im Old West, wo sie auf Vitruvius treffen, einen der ältesten Meisterbauer. Da Emmet offensichtlich kein Talent hat, zweifelt auch er an Emmets Fähigkeit als Meisterbauer.
Emmet, Wyldstyle und Vitruvius werden von Bad Cop, der für President Business arbeitet, und der Robo-Polizei verfolgt und um ein Haar getötet. In letzter Sekunde kommt ihnen Wyldstyles Freund Batman zur Hilfe. Zusammen flüchten sie nach Wolkenkuckucksheim, den einzigen Ort im Lego-Universum, an dem man nach Wunsch bauen kann. Dort treffen Emmet und seine Kameraden auf den 1980er-Jahre-Astronauten Benny und die immer positiv denkende Einhorn-Kitty, die sich Emmets Truppe anschließen.
Bad Cop zerstört Wolkenkuckucksheim vollständig, Emmet und seine Freunde können jedoch mit einem schnell gebauten Bat-U-Boot entkommen. Dieses ist aber nicht sehr stabil, sodass es implodiert und nur die von Emmet gebaute Doppeldecker-Couch übrig bleibt, eine alte sinnlose Idee von ihm. In der Couch hat sich die Truppe versteckt und entwischt auf diese Weise. Die Gruppe wird vom körperlosen Piraten Eisenbart aus dem Meer gerettet. Nun erkennt man, dass gerade eine sinnlose Idee zum Erfolg führt, weil sie als zu sinnlos betrachtet wurde.
Emmet denkt sich einen Plan aus, wie sie unentdeckt in den Business-Tower gelangen können. Im Business-Tower gesteht Wyldstyle, dass sie gerne die Besondere gewesen wäre und ihr richtiger Name eigentlich Lucy ist. Emmets Plan geht schief; nicht nur das, sondern Wyldstyle/Lucy, Batman, Benny und Einhorn-Kitty werden gefangen, Vitruvius wird vom Lord persönlich ermordet und Emmet wird an eine Batterie geschnallt, welche ihn ebenfalls töten soll. Der Lord wirft zu allem Überfluss auch noch den Stein des Widerstands ins Nichts.
Emmet opfert sich für das Team, indem er selbst mit der Batterie ins Nichts springt. Bad Cop, der mittlerweile von Lord Business im Stich gelassen wurde, befreit darauf die Meisterbauer. Wyldstyle verbreitet an alle Bewohner des Lego-Universums die Nachricht, gegen Lord Business vorzugehen, indem sie seine Bauwerke einreißen und aus den Klötzen neue Sachen bauen.
Emmet landet jetzt in der realen Welt und wird vom Jungen Finn gefunden. Finns Vater ist ein egoistischer und arroganter erwachsener Fan von Lego, der im Keller eine umfangreiche Modellwelt aufgebaut hat, in der die vorherige Handlung des Films stattfand. Er wird eifersüchtig, als er sieht, was sein Sohn mit seinem Modellsystem gemacht hat. Deshalb verwendet Finns Vater Superkleber, um alles so zu reparieren, wie es war. Finn bringt Emmet und den Widerstandsstein, die Leimkappe, zurück in das Lego-Universum, wo Lord Business bereits seinen bösen Plan begonnen hat. Emmet kann Lord Business jedoch davon überzeugen, dass Lego nur dazu da ist, kreativ zu sein. Gleichzeitig kann Finn das mit seinem Vater tun, der erfährt, dass Lord Business er war, da er aus Selbstsucht glaubte, dass Lego-Spielzeug nur für Erwachsene ist. Lord Business legt sogar das Stück des Widerstands auf den Kragle, der ihn für immer entschärft.
Finns Vater verteilt Kraglelöser im gesamten Lego-Universum, um die Kreativität wiederherzustellen. Emmet und Wyldstyle treffen sich wieder, was zu einem Kuss zwischen den beiden führt. Finns Vater hat einen großen Sinneswandel und lädt sogar Finns kleine Schwester ein, mit seinen Lego-Sets zu spielen. Das Ergebnis: Außerirdische vom Planeten Duplon (Lego Duplo) bedrohen das Lego-Universum.

## Orte
Während des Films gelangt Emmets Truppe an immer neue Orte. Diese werden meistens durch schwebende Lego-Steine, die den Namen des jeweiligen Ortes bilden, gekennzeichnet. Die Orte im Film sind:
- Steinstadt: Emmets Heimatstadt, harmonievoller Ort, in dem sich alle Bewohner der Stadt begrüßen. Jedoch ist die Steinstadt Herrschaftsgebiet von Lord Business, dadurch ist der Tagesablauf jedes einzelnen Bewohners mit einer Anleitung geregelt.
- Old West (englisch für Der wilde Westen): Hier scheint die Zeit im Wilden Westen stehen geblieben zu sein. Die Bewohner, Cowboys und Indianer, sind sehr rabiat zueinander und prügeln sich häufig.
- Mittel-See-Land (im Original Middle Zealand): Ein mittelalterliches Land. Der Name ist eine Anspielung auf Mittelerde aus Der Herr der Ringe und dem Drehort der Der-Herr-der-Ringe- und Der-Hobbit-Filme – Neuseeland.
- Wolkenkuckucksheim (im Original Cloud Cuckoo Land): Ort in den Wolken, nur durch einen Regenbogen zu erreichen und vergleichsweise sehr bunt und fröhlich. Heimat von Einhorn-Kitty. Wird aber im Laufe des Films vollständig zerstört.
- Eisenbarts Schiff: Das Schiff von Eisenbart, in dem die Truppe Unterschlupf findet. Ist, mit Ausnahme des ersten Stocks des Business Towers, als einziger Ort mobil.
- Business Tower (englisch für Büroturm): Ort, an dem Kreativität verboten ist. Der Turm heißt nach seinem Besitzer, Lord Business.
- Reale Welt/das Nichts: Ort, in dem Finn und sein Vater leben. Emmet gelangt dorthin, als er sich selbst für die Truppe opfert. Für Lego-Figuren entspricht die reale Welt dem Himmel bzw. dem Jenseits.
- Planet Duplo: Ort, der zwar nicht zu sehen ist, aber am Ende des Films erwähnt wird. Die Bewohner des Planeten sind Außerirdische, gebaut aus Lego-Duplo-Steinen.

## Figuren
- Emmet: Eine gewöhnliche Minifigur, kein Held. Am Anfang ist er noch ängstlich und unsicher, später erweist er sich als ein wahrer Held. Er ist anfangs auch kein Meisterbauer, die Fähigkeit erlernt er erst, als er den direkten Kontakt mit Finn aufnimmt.
- Wyldstyle/Lucy: Eine freie Person, mutig, hart, etwas unfreundlich. Obwohl Emmet und Lucy zuerst Schwierigkeiten haben, miteinander zurechtzukommen, funkt es im Laufe der Zeit zwischen den beiden. Wyldstyle ist die perfekte Meisterbauerin, nebenbei wird im Film erwähnt, dass sie Waise ist. Sie ist auch anfangs die Freundin von Batman.
- Vitruvius: Ein blinder Zauberer und einer der ältesten bekannten Meisterbauer. Er zeigt viel Vertrauen in Emmet, obwohl dieser wie Wyldstyle an seinen Fähigkeiten zweifelt. Die Prophezeiung hat er sich selbst ausgedacht, um Lord Business einzuschüchtern, wie durch ein Wunder wurde sie aber wahr. Im Laufe des Films wird er von Lord Business ermordet, kehrt aber als Geist zurück, um Emmet die Tugenden des Glaubens an sich selbst und der Selbstüberwindung beizubringen.
- Batman/Bruce Wayne: Superheld, der, wie auch nicht anders erwartet, gerne allein arbeitet. Er ist der Freund von Wyldstyle, weiß aber nicht, dass Wyldstyle nicht ihr richtiger Name ist. Nebenbei ist Emmet auf ihn eifersüchtig.
- Benny: Ein Astronaut. Er ist sehr enthusiastisch, was die Mission angeht, und ständig bei guter Laune. Seine große Liebe sind Raumschiffe.
- Einhorn-Kitty: Prinzessin von Wolkenkuckucksheim und Fusion aus einem Einhorn und Nyan Cat. Einhorn-Kitty versucht, immer positiv zu denken.
- Eisenbart: Pirat, welcher bei einer Schlacht gegen Lord Business seinen Körper verlor. Seitdem stolziert er in einem wirren Bionicle-Körper. Er hegt erst Misstrauen gegen Emmet, merkt jedoch, dass dessen naive und sinnlose Ideen der Schlüssel zum Erfolg sind.
- Lord Business/President Business/Der Mann von oben: Perfektionist, welcher immer strikt nach Anleitung geht. Wenn es zu einer Sache keine Anleitung gibt, stellt er sich mithilfe seiner Ideenabsauger selber welche her. Durch Emmet versteht er, dass seine Bauwerke andere inspirieren, und er sich ebenfalls von den anderen hat inspirieren lassen. Daraufhin gibt er seine bösen Pläne auf. Seine Figur basiert auf Finns Vater.
- Bad Cop/Good Cop: Ein Polizist mit doppelt bedrucktem Kopf. Eine Seite ist gut, die andere böse. Wenn Bad Cops Pläne scheitern, hat er Wutanfälle und schlägt Dinge kaputt. Good Cop wird von Lord Business vernichtet, damit Bad Cop seine Pläne blind befolgt. Als Lord Business ihn sterben lassen will, merkt er, dass Good Cop immer noch existiert, also zeichnet er auf seinen Hinterkopf mit Filzstift ein Kritzelgesicht, welches Good Cop ersetzen soll.
- Finn: Ein Junge, der eigentlich die gesamte Handlung mit seiner Fantasie erschaffen hat. Emmet, Wyldstyle und alle anderen sind eigentlich sein Werk.
- Superman: Ein sehr bekannter Superheld und Meisterbauer. Green Lantern geht ihm regelmäßig auf die Nerven, weshalb er ihm aus dem Weg gehen will.
- Green Lantern: Ein etwas unbekannter Superheld und Meisterbauer. Er ist der Verehrer und Stalker von Superman und wäre gern mit ihm befreundet.
- Wonder Woman: Eine Superheldin und Meisterbauerin. Sie fliegt einen unsichtbaren Jet und ist der kluge Kopf der Meisterbauer.
- Gandalf und Dumbledore: Zwei Zauberer und Meisterbauer, Gandalf stammt aus Herr der Ringe, Dumbledore aus Harry Potter. Vitruvius hat mit beiden Ähnlichkeiten und kann sie nicht voneinander unterscheiden.
- Han Solo, Chewbacca, C-3PO und Lando Calrissian: Eine Gruppe von Star-Wars-Figuren, welche zufällig an Eisenbarts Schiff vorbeikamen und einen Hyperantrieb besaßen, welchen die Truppe benötigte. Batman schloss sich ihnen an, konnte ihnen aber unbemerkt den Antrieb klauen. Beim Versuch in den Hyperraum zu kommen und so einem Exogorth zu entfliehen, bemerkten sie den fehlenden Antrieb und werden vom Exogorth verschlungen. Hierbei handelt es sich um einen Parodie der Originalszene in Das Imperium schlägt zurück.
- Die Micro Manager: Micro Manager sind bösartige, pechschwarze, würfelförmige Roboter, welche für Lord Business arbeiten. Sie sind programmiert alles zu zerstören, was nicht nach Anleitung gebaut wurde. Sie sind sehr schwer zu besiegen, nur mit besonderen Kräften können Emmet und seine Begleiter sie auseinandernehmen. Nachdem Emmet Lord Business umgestimmt hat, schalten sich alle Micro Manager aus, wodurch der Sieg Emmet gehört.
- Robo-Polizei: Humanoide Roboter, die für Bad Cop arbeiten, sind die häufigsten Gegner im Film. Sie besitzen eine fast menschliche Programmierung, sind aber dafür da, um Meisterbauer zu verhaften. Sie bilden den Kontrast zu den hartnäckigen Micro Managern und sind sehr leicht zu besiegen.
- Die Aliens vom Planeten Duplon: Diese Aliens sind vom Planeten Duplon, sind eine Anspielung auf Lego Duplo und kommen am Ende des Films vor.

## Produktion
Die Regisseure Phil Lord und Chris Miller (Wolkig mit Aussicht auf Fleischbällchen) wurden im Juni 2010 eingestellt, um das Drehbuch zu schreiben und den Film zu inszenieren. Im November 2011 wurde berichtet, dass Warner Bros. dem Film grünes Licht gab. Das australische Studio Animal Logic übernahm die Animation.
Für den Film wurden nur Gebäude verwendet, die auch mit Lego nachgebaut werden können, über drei Millionen animierte Steine und 180 Minifiguren kommen vor. Mit Absicht bewegen sich die Figuren nicht geschmeidig, sondern abrupt und manchmal so, wie man es von privaten Brickfilmen kennt. Generell orientiert sich der Film stark an der visuellen Ästhetik und dem Stil von Brickfilmen. Viele Brickfilm- und Lego-Fans priesen die eindeutigen Verweise auf ihre eigene Produktionsästhetik und begrüßten den Detailreichtum und die Sorgfalt der Produktion. Zum Beispiel wird in einigen Szenen Vitruvius’ Geist an einem Faden ins Bild herabgelassen, ein Trick, der in frühen Brickfilmen häufig angewandt wurde.
Ebenfalls deutlich erkennbar ist in einigen Szenen der Sekundenkleber an Emmets Rücken, die Lädierung von Bennys Helm, oder Fingerabdrücke auf verschiedenen Figuren. Es soll einfach nicht perfekt sein, die Mimik wurde erst spät im Film eingefügt, was man sehr deutlich sehen kann, als Emmet aus der Realität zurückkehrt.
Der Film enthält eine Widmung für Kathleen Fleming, eine ehemalige Lego-Produktdesignerin.

## Synchronisation
Die Synchronisation wurde von der FFS Film- & Fernseh-Synchron GmbH in Auftrag gegeben. Alexander Löwe war für das Dialogbuch, Benedikt Rabanus für die Dialogregie verantwortlich. Christine Roche war für die Liedertexte zuständig, Thomas Amper für die musikalische Leitung.
| Rolle                                              | Englischer Sprecher | Deutscher Sprecher |
| -------------------------------------------------- | ------------------- | ------------------ |
| Emmet                                              | Chris Pratt         | Patrick Schröder   |
| Batman/Bruce Wayne                                 | Will Arnett         | David Nathan       |
| Green Lantern                                      | Jonah Hill          | Dennis Schmidt-Foß |
| Wonder Woman                                       | Cobie Smulders      | Marcia von Rebay   |
| Superman                                           | Channing Tatum      | Alexander Doering  |
| Wyldstyle/Lucy                                     | Elizabeth Banks     | Maren Rainer       |
| Vitruvius                                          | Morgan Freeman      | Manfred Erdmann    |
| Bad Cop                                            | Liam Neeson         | Bernd Rumpf        |
| Good Cop                                           | Liam Neeson         | Uwe Kosubek        |
| Pa Cop                                             | Liam Neeson         | Norbert Gastell    |
| Lord Business/President Business/Der Mann von oben | Will Ferrell        | Uwe Büschken       |
| Eisenbart                                          | Nick Offerman       | Wolfgang Wagner    |
| Shaquille O’Neal                                   | Shaquille O’Neal    | Walter von Hauff   |
| Ben „Benny“                                        | Charlie Day         | Gerrit Schmidt-Foß |
| Einhorn-Kitty                                      | Alison Brie         | Kaya Marie Möller  |
| Han Solo                                           | Keith Ferguson      | Wolfgang Pampel    |
| C-3PO                                              | Anthony Daniels     | Joachim Tennstedt  |
| Lando Calrissian                                   | Billy Dee Williams  | Frank Glaubrecht   |
| Gandalf                                            | Todd Hansen         | Eckart Dux         |
| Finn                                               | Jadon Sand          | Jonas Hämmerle     |
| Abraham Lincoln                                    | Will Forte          | Gudo Hoegel        |
| Albus Dumbledore                                   |                     | Wolfgang Hess      |
| Ma Cop                                             | Melissa Sturm       | Ruth Küllenberg    |
| Wally                                              | Dave Franco         | Christian Weygand  |

## Rezeption

### Einspielergebnisse
Am Startwochenende in den Vereinigten Staaten spielte der Film 69,1 Millionen US-Dollar ein. Es ist nach Die Passion Christi (83,8 Millionen Dollar) die bis dato zweitbeste Premiere im generell eher umsatzschwachen Kino-Monat Februar. Weltweit nahm er über 468 Millionen US-Dollar ein.

### Kritiken
Die Kritiken waren größtenteils positiv. Behandelt wird das alte Konfliktthema: Bau nach Anleitung gegen Bau, was dir gefällt. Zum Schluss gewinnt die Kreativität. Auffallend ist auch, dass die Superhelden Batman, Green Lantern und Superman parodiert werden und gegenüber dem einfachen Emmet unterlegen sind.
Kritik kam jedoch vom US-Fernsehsender Fox Business, da der Film den Kindern vermittle, dass Großkonzerne schlecht seien; zudem habe Lord Business starke Ähnlichkeit mit dem republikanischen Politiker Mitt Romney.

### Auszeichnungen
Oscarverleihung 2015
- Oscar-Nominierung in der Kategorie Bester Filmsong für Everything Is Awesome von Shawn Patterson

Golden Globe Awards 2015
- Golden-Globe-Nominierung in der Kategorie Bester Animationsfilm

British Academy Film Awards 2015
- British Academy Film Award in der Kategorie Bester animierter Spielfilm für Phil Lord und Christopher Miller

Saturn-Award-Verleihung 2015
- Saturn Award in der Kategorie Bester Animationsfilm

Black Reel Awards 2015
- Black Reel Award in der Kategorie Outstanding Voice Performance für Morgan Freeman

Critics’ Choice Movie Awards 2015
- Critics’ Choice Movie Award in der Kategorie Bester animierter Spielfilm
- Nominierung in der Kategorie Bestes Lied für Everything Is Awesome für Jo Li und The Lonely Island

Grammy Awards 2015
- Grammy-Nominierung in der Kategorie Bester Song geschrieben für visuelle Medien für Tegan and Sara und The Lonely Island

Nickelodeon Kids’ Choice Awards 2015
- Nominiert als Lieblings-Animationsfilm

## Videospiel
Ein auf dem Film basierendes Videospiel wurde im Februar 2014 veröffentlicht. Es wird von TT Games für die Videospielplattformen Xbox 360, Xbox One, PlayStation 3, PlayStation 4, Wii U, Nintendo 3DS, PlayStation Vita, Apple iOS und Windows adaptiert.

## Trivia
- Sämtliche Figuren im Film entsprechen realen Minifiguren von LEGO. So ist Emmet zum Beispiel an die klassischen Bauarbeiter angelehnt; Wyldstyle erinnert an einen weiblichen Skater, Vitruvius erinnert stark an Gandalf und Dumbledore (welche beide auch im Film erscheinen), jedoch ist der Name an Vitruvius, einen römischen Architekten, angelehnt. Benny ist eine Parodie auf die klassischen Oldtime-Astronauten.
- Phil Lord und Chris Miller treten selbst im Film als Legofiguren auf.

## Spin-offs & Fortsetzung
2017 erschienen mit The LEGO Batman Movie und The LEGO Ninjago Movie zwei Spin-offs.
Eine Fortsetzung sollte ursprünglich von Rob Schrab, einem Fernsehregisseur, inszeniert werden. Letztlich führte Mike Mitchell Regie. Phil Lord und Christopher Miller waren als Drehbuchautoren an der Produktion beteiligt. Im Februar 2019 wurde der Film The LEGO Movie 2 veröffentlicht.